# رافائل ساباتینی
رافائل ساباتینی (ایتالیایی: Rafael Sabatini؛ ۲۹ آوریل ۱۸۷۵ – ۱۳ فوریهٔ ۱۹۵۰) یک نویسنده، مترجم، و رمان‌نویس اهل ایتالیا-بریتانیا بود.